# Bautzenhof (Ellenberg)
Bautzenhof ist ein Weiler der Gemeinde Ellenberg im Ostalbkreis in Baden-Württemberg.

## Beschreibung
Der Weiler mit drei Hauptgebäuden liegt etwa 2,5 Kilometer nordöstlich von Ellenberg an der L 2220 Ellenberg–Wört-Aumühle. Circa 300 Meter nordwestlich des Ortes fließt der in die Rotach mündende Gerbach.

## Geschichte
Der Ort wurde 1337 als Butzenroden das erste Mal erwähnt. Der Ort kam im 14. Jahrhundert von den Herren von Schwabsberg, teilweise über Dinkelsbühler Bürger, an das dortige Spital. 1663 wurde der Ort an die Fürstprobstei Ellwangen abgetreten.